# 早春物語
『早春物語』（そうしゅんものがたり）は、赤川次郎の小説。これを原作として1985年に映画が、1986年にTBSでテレビドラマが制作された。

## 書誌情報
- 『早春物語』　1985年、カドカワノベルズ
- 『早春物語』　1985年、角川文庫、ISBN 4-04-149728-0
  - 角川文庫より発刊されたものでは、主人公・瞳を演じた原田知世(映画版)および荻野目洋子(テレビドラマ版)の写真がいずれも映画公開・テレビドラマ放送前に発刊された分で表紙になっていた。
- 『早春物語 赤川次郎ベストセレクション(17)』　2011年、角川文庫、ISBN 978-4-04-387025-7

## 映画
同時上映『二代目はクリスチャン』とともに角川映画10周年記念映画。原田知世主演、澤井信一郎監督。製作・角川春樹事務所、配給・東宝／角川春樹事務所。 

### キャスト
沖野瞳
演 - 原田知世
17歳。高校では写真部に所属しており冒頭で鎌倉の春を写真に撮るためいくつかの場所を巡る途中で梶川と知り合う。率直な性格で普段誰かとの会話でも、やや突っかかるような話し方をしている。恋愛に関しては、キスもまだしたことがない。修三の敬子との再婚話には一応賛成しているが、本心ではまだ納得しきれておらず彼女に素っ気ない態度を取っている。初めて会った梶川には、“20歳になったばかりの大学2年生”と自己紹介し大人っぽく振る舞い始め、次第に彼に惹かれていく。
梶川真二
演 - 林隆三
42歳で未婚の独身男性。日比谷にある商社「にっこう物産」のニューヨーク支店駐在員として働いてきたが、アメリカでの鉄鋼販売の事業でミスをして日本に呼び戻された。鎌倉のとある寺社で瞳と出会い、その帰りに東京への近道を教えてもらい一緒に食事をしたことから親しくなる。渋い大人の雰囲気を漂わせており、クラブのホステスらしき2人の女性からも言い寄られている。
沖野修三
演 - 田中邦衛
瞳の父。父子家庭で瞳と2人暮らし。妻に先立たれ現在は独身で、再婚を前提に敬子と交際している。さかえとは見合い結婚だが自身にとっては一目惚れ。春休み期間中に約1週間長野に出張する。
沖野さかえ
瞳の母。故人。4年前に亡くなっており作中で3月31日の命日を迎えている。若い頃に東京の看護学校に通っていて、作中の喫茶店でバイトをしていた。大学生時代の梶川と付き合っていたが破局した過去がある。
大宅敬子（おおや）
演 - 由紀さおり
修三の恋人で瞳にとって継母となる予定。瞳からはやや距離を置かれていて、「大宅さん」と呼ばれている。修三の出張で家を空ける間、瞳を心配する彼に頼まれて沖野家で寝起きする。自身に対して反発気味な瞳に、さらっと大人の対応をする。
牧麻子（あさこ）
演 - 仙道敦子
瞳の親友。17歳。1ヶ月前からふみおという青学の3年生の彼氏と付き合い始めたばかり。子供から大人へ成長していく年頃で、瞳とは性や恋愛について一歩踏み込んだ会話をしている。梶川に惹かれ始めた瞳に遊ばれないように忠告する。
沢田真佐子
演 - 早瀬優香子
瞳と同じ高校に通う生徒。妻子ある教師の横谷と付き合っている。教師との不倫発覚でゴタゴタしていることもあり、作中では登場シーンでは感情的な言動をしている。横谷との不倫が学校にバレて、数日後瞳に自身の気持ちを語る。
松浦純子
演 - 宮下順子
看護師。さかえの看護学校時代の友達。瞳が持ってきた若い頃のさかえと梶川の写真を見ながら、2人が出会って恋に落ちその後破局した当時のことを彼女に伝える。
小野
演 - 津村鷹志
梶川の同僚で親友。職場では梶川と同じ派閥に所属していて気心の知れた関係。冒頭で支持していた常務が自宅療養することになり梶川に今後の会社員生活について不安を漏らす。
武藤
演 - 戸浦六宏
にっこう物産の部長。梶川の上司。部下である梶川たち数人でスナックに飲みに行くが、酔った彼に絡まれる。
会社員
演 - 伊藤克信
にっこう物産の会社員。梶川の後輩社員。社屋ビル前でたまたま会った瞳に「にっこう物産はどこですか？」と尋ねられる。
こいずみ
演 - 大林丈史
梶川の仕事関係の友人。立食パーティーで梶川に連れられて来た瞳と知り合う。
竹中常務
演 - 平幹二朗
にっこう物産の常務。梶川の上司で派閥の長。ガンにかかっており鎌倉で療養している。
竹中夫人
演 - 岩崎加根子
夫の見舞いに自宅に訪れた梶川と小野を見送りの挨拶をする。
喫茶店マスター
演 - 小林稔侍
神田の「ランタン」で働く。ある時瞳と梶川が店で待ち合わせする。さかえがバイトしていたのは、自身の父がマスターをしていた頃で自身は彼女と面識はない。
水江
演 - 一色采子
クラブのホステス。客の梶川とは男女の関係があるらしき人。
石原貴子
演 - 秋川リサ
梶川の知人女性。立食パーティーに梶川と一緒に来た瞳に嫉妬する。
ナンパする男
演 - 倉崎青児
1人で飲食店のカウンターに座る真佐子に一緒に飲もうと声をかける。
その他
演 - 有川博、大場順、井上博一、加藤和夫、有栖川淑子、寺杣昌紀、海一生ほか

### スタッフ
- 製作者：角川春樹
- プロデューサー：黒澤満、伊藤亮爾
- 監督：澤井信一郎
- 脚本：那須真知子
- 音楽監督：久石譲
- 撮影：仙元誠三
- 美術：桑名忠之
- 録音：橋本文雄
- 照明：渡辺三雄
- 編集：西東清明
- 助監督：藤沢勇夫、鹿島勤、大津是
- 音響効果：小島良雄
- 音楽プロデューサー：石川光
- 製作協力：セントラル・アーツ

### 主題歌
- 原田知世「早春物語」（作詞：康珍化、作曲：中崎英也、編曲：大村雅朗）

### 挿入曲
劇中に、原田知世が松山千春の「恋」（こい）を歌うシーンがある。

### 製作
赤川次郎は原田知世の主演映画を念頭において本作を執筆したが、原作にあったミステリー要素は消え、小説とは別の物語となった。小説は当時、角川書店の発行する「野性時代」に連載中だった。
原田知世がそれまでの清純派のイメージを一新、中年男性をたぶらかず悪女を演じる。製作発表会見で澤井信一郎監督は「知世ちゃんには私生活でも良い子でなくなって欲しいくらいだ」、角川春樹プロデューサーは「（原田の）この次の作品もハードボイルドで、北方謙三さんに書いてもらっている（『黒いドレスの女』）」と、原田の"悪女路線"を続けると宣言。原田は「お父さんみたいな人をたぶらかすなんて。主人公の気持ちが理解できません」と話した。

### 演出
監督の澤井は『Wの悲劇』成功の後であったが、尊敬する三人、岡田茂東映社長、師匠・マキノ雅弘、本作プロデューサーの黒澤満から、「大振りするな、次は力を抜いて小さく行け」と同じ内容のアドバイスを受けたことから、今度は小品を撮ろうと決めた。また、当時の映画が二時間とか、長尺化していたため、自身の子どもの頃に多かった一時間半程度に収めるように決めた。『Wの悲劇』はどうしても説明が必要で短く出来なかったが『早春物語』は短くまとめることが可能と考えた。

### 脚本
『Wの悲劇』同様に難航。澤井は、川端康成の短編小説『母の初恋』のイメージを脚本の那須真知子に伝えたが、那須はハコ書きが書けず。監督の澤井と毎日、ドライブインで打ち合わせ。冬の寒い中をバイクで行って、行くたびに怒られ1ヵ月の間これが続いた。「澤井さんにはいじめられました」と述べている。那須はこれ以降、原作があれば企画書なら書けるが、オリジナルの脚本は、最初から「ハコは出来ませんから」と言って、東映に確認を取って仕事を受けるという。

### 撮影
ヒロインの原田知世はまだ17歳。薬師丸ひろ子ならタタけば反応することができても、澤井映画の本格的なヒロインとしては早すぎないかと不安視された。1985年3月～4月の原田の春休みに撮影したが、公開は夏ではなく秋になった。これは角川映画が自社配給を始めたためで、夏休みは洋画系上映館のブッキングは洋画各社の大作で占められているため、ブッキングできなかった。

### 配給
1984年夏、角川春樹が東映の岡田茂社長を訪ね、「来年から自社配給を手掛けてみたい」と伝えた。しかし岡田から「やるのは勝手だが配給の仕事はわれわれの生命線だから、これまでのように協力は出来ない」、「配給の機能、ノウハウ、宣伝を含めて人も機能も貸さない。一切あなたの方でやりなさい。これは当たり前のことです」と冷たく返答された。1985年早々に行われた本作の製作発表会見で、角川春樹が自社配給業に乗り出すことを発表した。このため、それまで角川映画の宣伝を一手に引き受けていた東映洋画部が縮小された。東映洋画と角川春樹事務所とは一体のように考えられていた。
1985年3月に、角川春樹が岡田社長と会談した際には、岡田から「もうアイドル路線はやめなさい。もう一度ブレインを組み直した方がいい。しかしカリスマ的生き方は捨てては駄目だ」などと説教された。角川はこの意地から岡田に「前売り200万を売って見せる」と豪語した。結局、角川映画として初めて配給も手掛けることを決めたが、自社配給といっても東宝が劇場チェーンをタダで貸すわけではないため、同時上映の『二代目はクリスチャン』と共に角川と東宝洋画系の共同配給という形である。角川の自主配給は難航し、東宝に話を持ち掛けるが角川サイドが望んだ配給歩率9対1を拒否され、東宝の主張する7対3を飲まざるを得なかった。また公開も秋に延ばされ、1986年の正月映画も同時に配給を希望したがこれも断られ、全面的に東宝に押し切られた。これらが決まるまで年明けから春までかかった。ゴタゴタした要因は角川作品のパワーが一歩一歩、落ちてきていると評された。
本作も『二代目はクリスチャン』も角川の製作とはいえ、実際はどちらも東映系のスタッフによる製作である。前述のように角川の自社配給を面白く思わない東映本体とはここで決別することになった。角川と岡田はケンカ別れしたと業界の一部で認識されたことが、1990年の『天と地と』の配給変更に影響した。実はケンカ別れはしていなかった。東映洋画は角川と縁が切れ、開店休業となったため、自社製作第一弾として『それから』の映画化を決めた。

### 受賞歴
- 第59回キネマ旬報ベスト・テン第9位、読者選出日本映画ベスト・テン第10位
- 第9回日本アカデミー賞最優秀監督賞（澤井信一郎）[21]
- 第7回ヨコハマ映画祭主演女優賞（原田知世）[22]
- 第26回日本映画監督協会新人賞（澤井信一郎）

### 同時上映
『二代目はクリスチャン』
- 主演：志穂美悦子
- 監督：井筒和幸

## テレビドラマ
『早春物語〜私、大人になります〜』（そうしゅんものがたり わたし、おとなになります）のタイトルで、TBS系列で1986年5月23日 - 7月18日に放送された。木下プロダクションとTBSの制作。
荻野目洋子の連続テレビドラマ初主演作品。
主人公の瞳の部活が陸上部、その父の名前が「順一」、梶川真治（映画では真二）の職業が「大建設会社の設計部に勤務する建築家」など一部設定が異なっている。
17歳の高校生・沖野瞳は、高校の部活を終えて帰宅した際に、とある男性よりかかってきた電話に出たことからストーリーが始まる。その男性こそ、梶川真二であった。実は梶川は瞳の姉・光子と交際していたのだが、梶川から光子への電話を、母・栄枝への電話と勘違いしたのである。沖野家の平和を守るため、母との交際を辞めさせるべく、梶川と光子とのデートの待ち合わせ現場へと向かう。そこで梶川に出会った瞳は、光子の妹であることを隠してしまう。梶川は大手建設会社のエリートサラリーマン。専務の覚えめでたく敏腕ぶりを随所に発揮していた。多忙を極めていた梶川にとって瞳との出会いは新鮮なものであった。そして瞳に魅かれ始めた梶川は、東京近郊のドライブや沖縄・札幌への仕事に瞳を誘い、瞳も梶川の大人の魅力にいつしかあこがれや恋心を抱くようになる。梶川が瞳に魅かれるようになったことを知った、梶川の前妻・美沙子は瞳の前に現れ、恋路の邪魔を図る。そんな折、瞳は同級生・真知子が、駅伝部の顧問・横谷と不倫の関係にあることを知る。また、梶川も恋人である瞳の姉・光子との交際に区切りをつけようとしていた。瞳は自分の恋心を確認するため、梶川の自分への思いが愛なのかどうかを確認するため、梶川のマンションへと向かう……。

### キャスト
- 沖野瞳〈17〉：荻野目洋子
青葉女子高校2年。陸上部のエース的存在[24]。
- 梶川真治〈42〉：北大路欣也
大建設会社の設計部に勤務する建築家。坂西美沙子は事実上の妻だが離婚寸前で別居中[24]。
- 沖野栄枝〈41〉：星由里子
瞳の母。最近順一との関係がうまく行ってない[24]。
- 沖野順一〈49〉：小林克也
瞳の父。小さな建設会社で営業部長を務める。家にはほとんど帰っていない[24]。
- 大宅敬子〈39〉：五月みどり
順一が務める会社の事務員。順一の愛人[24]。
- 沖野光子〈20〉：津田ゆかり
瞳の姉。短期大学卒業後は、フラワーデザイナーをしている[24]。
- 太田真知子〈17〉：宮崎ますみ
青葉女子高校陸上部員[24]。
- 木村芳子〈17〉：中島唱子
青葉女子高校陸上部員[24]。
- 牧邦子〈17〉：堀江しのぶ
青葉女子高校陸上部員[24]。
- 寺内和美〈17〉：青田浩子
青葉女子高校陸上部員[24]。
- 長谷川哲夫
- 坂西美沙子〈38〉：柏木由紀子
歌手で梶川真治の妻。離婚寸前で別居中だが、梶川への想いはまだ残っている[24]。
- 杉原達夫：円谷浩
- 井上彩名
- 板東英二
- 横谷亮〈30〉：佐藤B作
青葉女子高校陸上部顧問で体育教師。「ゲジ眉ラッキョ」と言われている[24]。
- 清水隆：江口洋介
- 金山一彦
- 川口薫：原田知世
青葉女子高校3年生で瞳にとっても陸上部の先輩。受験のため退部している[24]。
特別出演。1985年の映画版では沖野瞳役。

### 主題歌
- 「Dance Beatは夜明けまで」荻野目洋子
- 挿入歌 - 「ベルベットの悪戯」荻野目洋子、「愛をそえて」柏木由紀子

### スタッフ
- 企画：飯島敏宏
- 脚本：酒井あきよし （全話担当）
- 演出：森田光則、山田高道
- プロデューサー：森田光則、山本典助
- 音楽：渡辺博也

### サブタイトル
| 話数 | 放送日        | サブタイトル        | 演出              |
| ---- | ------------- | ------------------- | ----------------- |
| 1    | 1986年5月23日 | ときめいて17歳      | 森田光則          |
| 2    | 1986年5月30日 | このドアを開ければ… | 森田光則          |
| 3    | 1986年6月6日  | ファースト・キッス! | 山田高道          |
| 4    | 1986年6月13日 | あの人に逢いたい!   | 山田高道          |
| 5    | 1986年6月20日 | 抱きしめられて…     | 森田光則          |
| 6    | 1986年6月27日 | わたしを愛して!     | 森田光則 山田高道 |
| 7    | 1986年7月4日  | あのひとに愛人が!   | 森田光則 山田高道 |
| 8    | 1986年7月11日 | 私を連れて逃げて!   | 森田光則 山田高道 |
| 9    | 1986年7月18日 | 愛と青春の旅立ち    | 森田光則 山田高道 |

| TBS系 金曜21時枠連続ドラマ                         | TBS系 金曜21時枠連続ドラマ         | TBS系 金曜21時枠連続ドラマ              |
| 前番組                                             | 番組名                             | 次番組                                  |
| -------------------------------------------------- | ---------------------------------- | --------------------------------------- |
| 大人になるまでガマンする （1986.4.11 - 1986.5.16） | 早春物語 （1986.5.23 - 1986.7.18） | 男女7人夏物語 （1986.7.25 - 1986.9.26） |